# Отар Ераносян
Отар Ераносян (груз. ოთარ ერანოსიანი; 20 серпня 1993, Ахалкалакі) — грузинський професійний боксер, призер чемпіонатів світу та  Європи серед аматорів.

## Аматорська кар'єра
2011 року завоював срібну медаль на молодіжному чемпіонаті Європи.
На Європейських іграх 2015 програв у першому бою Альберту Селімову (Азербайджан).
На чемпіонаті Європи 2015 завоював срібну медаль.
- В 1/16 фіналу переміг Алмога Бріга (Ізраїль) — 3-0
- В 1/8 фіналу переміг Роберта Арутюняна (Німеччина) — 3-0
- У чвертьфіналі переміг Адлана Абдурашидова (Росія) — 3-0
- У півфіналі переміг Еліана Димитрова (Болгарія) — 3-0
- У фіналі програв Джозефу Кордіна (Уельс) — 0-3

На чемпіонаті світу 2015 програв у першому бою Тимуру Беляку (Україна).
На чемпіонаті Європи 2017 програв у другому бою Павлу Іщенко (Ізраїль).
На чемпіонаті світу 2017 завоював бронзову медаль.
- В 1/16 фіналу переміг Аділета Курметова (Казахстан) — 3-2
- В 1/8 фіналу пройшов без бою Шива Тапа (Індія)
- У чвертьфіналі переміг Ельнура Абдураїмова (Узбекистан) — 5-0
- У півфіналі програв Лазаро Альваресу (Куба) — 0-5

На Європейських іграх 2019 здобув дві перемоги, а у півфіналі програв Габілю Мамедову (Росія).

## Професіональна кар'єра
Впродовж 2020—2023 років провів тринадцять переможних боїв.